# Iglesia castrense de Barcelona
La iglesia castrense de Barcelona (también conocida como iglesia de la Ciudadela) se encuentra en el parque de la Ciudadela, en el distrito de Ciutat Vella, en Barcelona (España). Fue construida como iglesia de la antigua fortaleza de la Ciudadela entre 1717 y 1729, con un proyecto del ingeniero militar Joris Prosper Van Verboom, aunque la dirección de la obra corrió a cargo del también ingeniero Alexandre de Rez (o Retz). El templo está dedicado a la Inmaculada Concepción, patrona de la Infantería, y se encuentra bajo la jurisdicción del Arzobispado Castrense de España.
Esta obra está inscrita como Bien Cultural de Interés Local (BCIL) en el Inventario del Patrimonio Cultural catalán con el código 08019/579.

## Historia

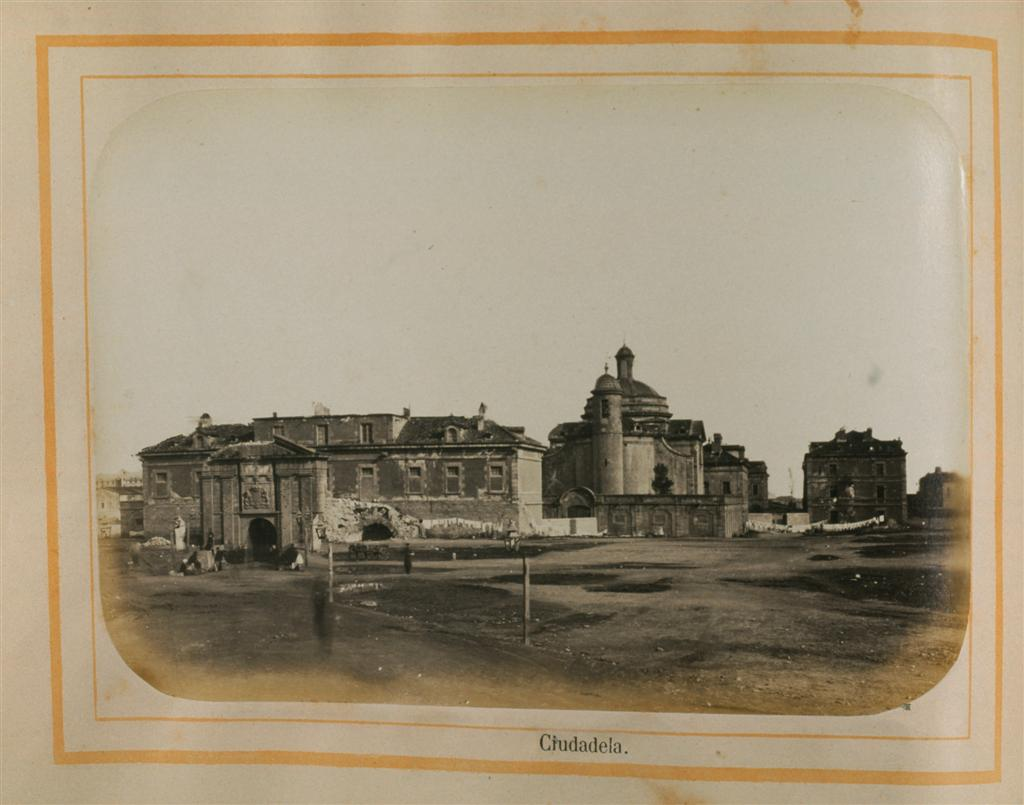
Edificios de la fortaleza de la Ciudadela en 1870, en pleno proceso de derribo. En la parte centro-derecha se aprecia la iglesia

La iglesia formaba parte de la fortaleza de la Ciudadela, construida tras la guerra de Sucesión (1701-1714) como forma de controlar la población barcelonesa, que había luchado en el bando perdedor en la guerra. La construcción de la Ciudadela se encargó al ingeniero militar de origen flamenco Joris Prosper van Verboom y se realizó entre 1716 y 1751. Era un baluarte amurallado de forma pentagonal, con una fosa de protección y una explanada de 120 m de separación entre las murallas y las construcciones de alrededor. En su interior, la torre de San Juan servía de prisión y la acompañaban diversas edificaciones para el acuartelamiento, entre las que destacaban el arsenal, la capilla y el palacio del gobernador.
Con el tiempo la Ciudadela se convirtió en un símbolo de represión y en ella fueron ajusticiados numerosos presos políticos, especialmente durante la ocupación napoleónica y durante el gobierno absolutista de Fernando VII. Con el estallido de la Revolución de 1868 se abrió el camino para la demolición de la Ciudadela: el 12 de diciembre de 1869 el gobierno del general Prim aprobó el decreto que cedía la fortaleza a la ciudad con la condición de que el terreno fuese destinado a un jardín público (el parque de la Ciudadela) y el Ayuntamiento se hiciese cargo del coste de la demolición. De la fortaleza original quedaron solo la capilla (actual parroquia castrense), el palacio del gobernador (hoy en día un instituto de educación secundaria, el IES Verdaguer) y el arsenal, actual sede del Parlamento de Cataluña.

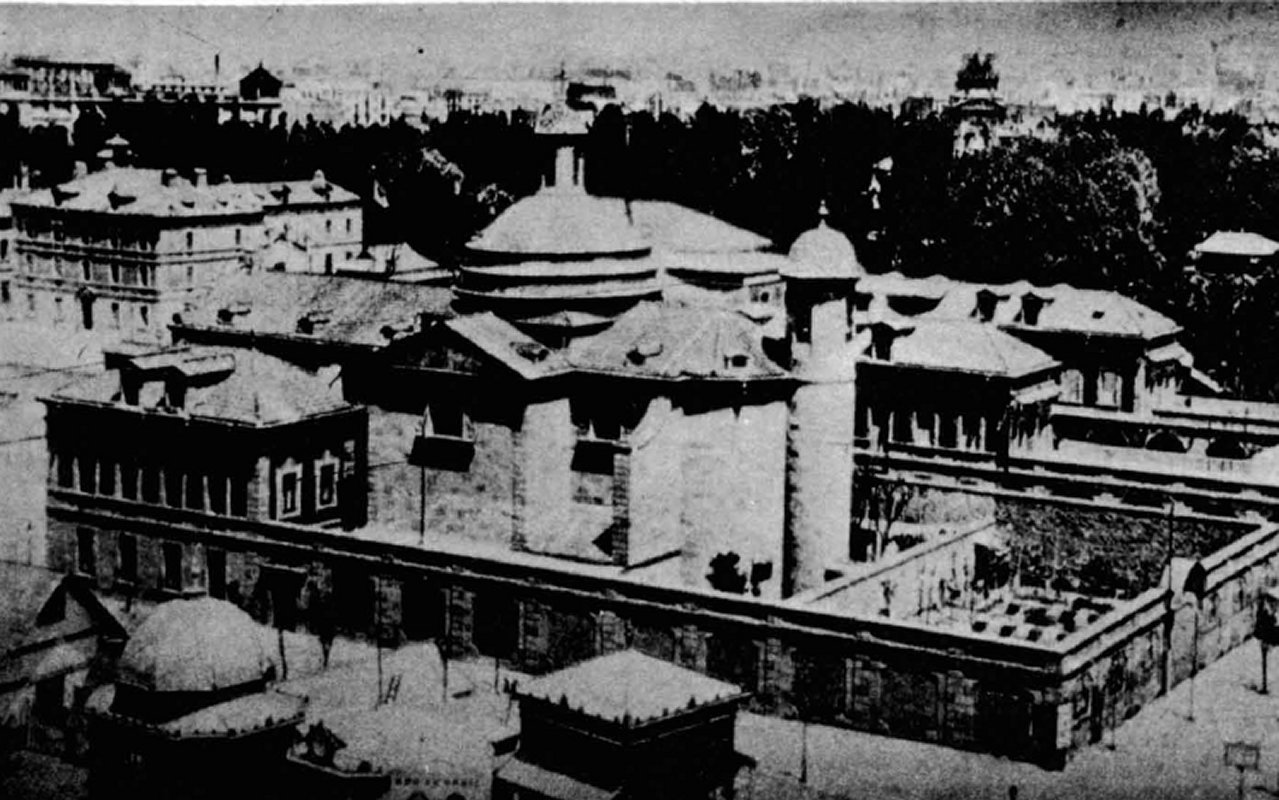
La iglesia en 1888

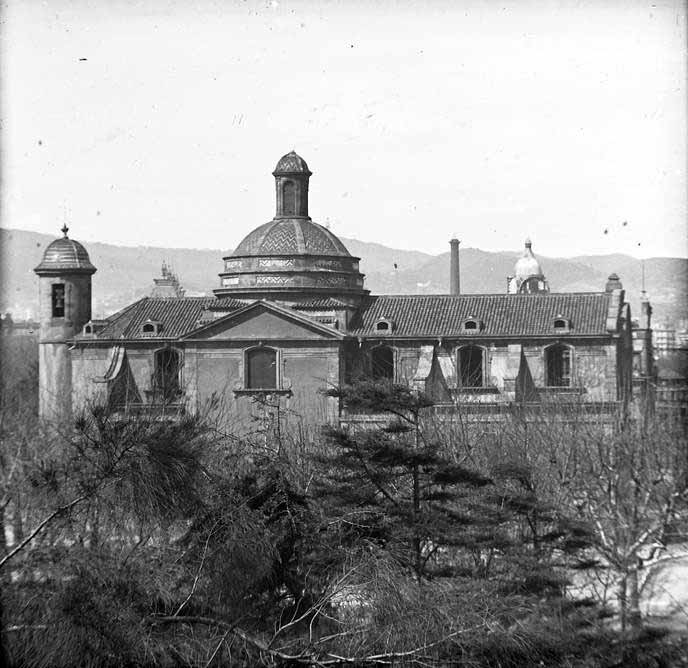
La iglesia en 1921, foto de Josep Salvany

En 1879 el Ayuntamiento de Barcelona planeó reconvertir la iglesia en un Panteón de Catalanes Ilustres, para lo que encargó un proyecto al arquitecto municipal Pedro Falqués. En 1889, el alcalde Francisco de Paula Rius y Taulet firmó un acuerdo para restaurar la iglesia —bastante maltrecha por entonces— y trasladar allí los restos de los llamados «héroes del complot de la Ascensión» (una revuelta contra las tropas invasoras napoleónicas el 11 y 12 de mayo de 1809), así como varios personajes ilustres, como Antonio de Capmany, Buenaventura Carlos Aribau y Mariano Fortuny. Falqués presentó su proyecto en 1894 y se adjudicaron las obras a la empresa Piera, Cortinas y Compañía. Sin embargo, el presupuesto inicial se gastó en unas obras de acondicionamiento previo y ya no se aprobaron más partidas presupuestarias, con lo que el proyecto quedó abandonado.
Con posterioridad al proyecto frustrado del panteón, hubo varios proyectos de reconvertir la iglesia en diversos equipamientos, como una biblioteca, una hemeroteca, un Archivo Municipal o un Museo de Arte Litúrgico. Durante un tiempo se utilizó como almacén del Parque de Bomberos, hasta que fue restaurada en 1928 con el objetivo de abrirla de nuevo al culto, circunstancia que no ocurrió hasta el inicio de la dictadura franquista.
En 1932, en tiempos de la Segunda República, el antiguo palacio del gobernador, contiguo a la iglesia, fue reconvertido en el Institut-Escola de la Generalitat, y se cedió el uso de la capilla para sala de actos. Poco después, la Generalidad de Cataluña retomó la idea del panteón, con el objetivo de instalar allí la sepultura del presidente Francesc Macià. El proyecto fue aprobado por el Ayuntamiento en 1934, pero la Guerra Civil frustró la iniciativa.

## Descripción

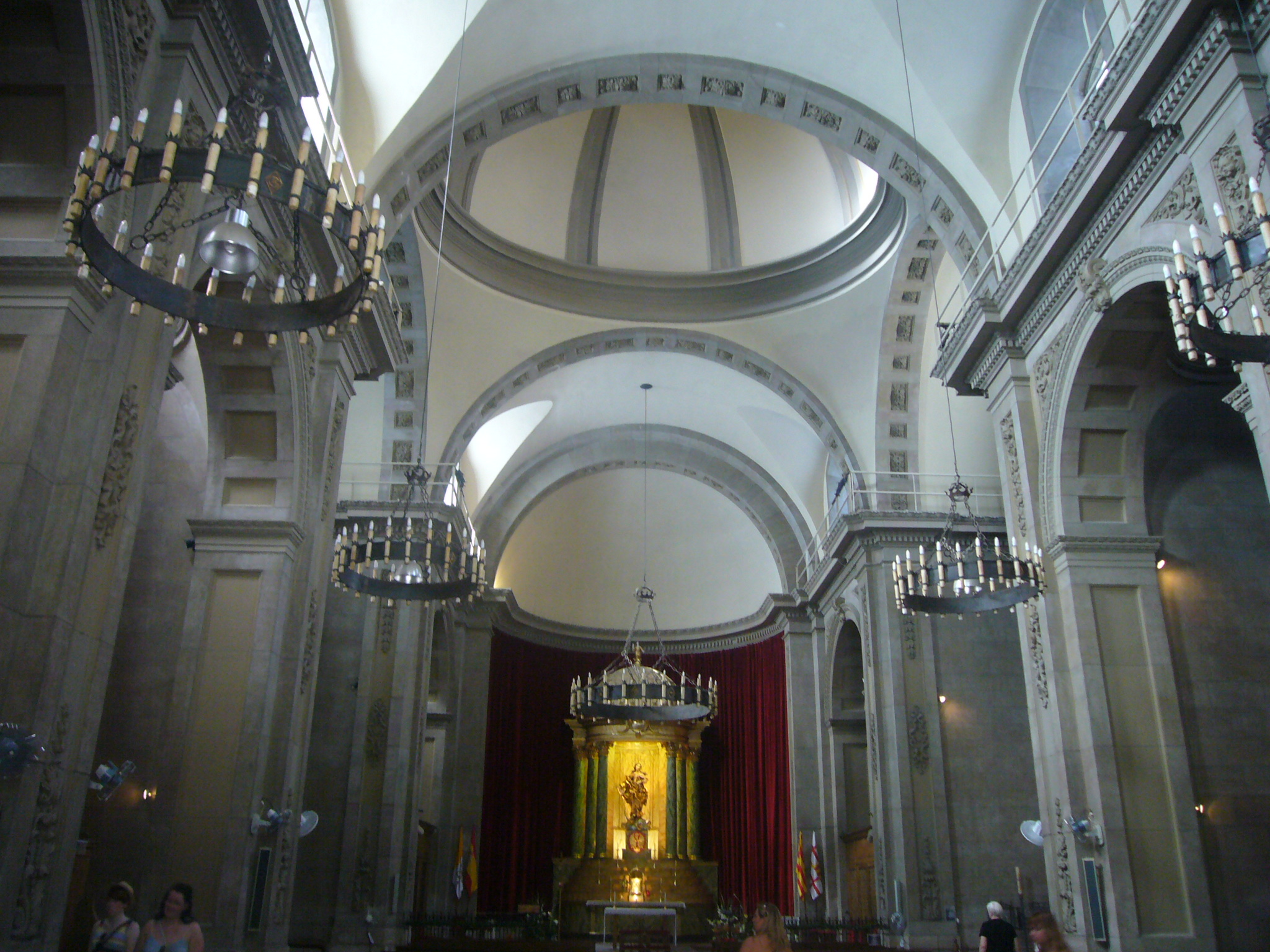
Interior de la iglesia

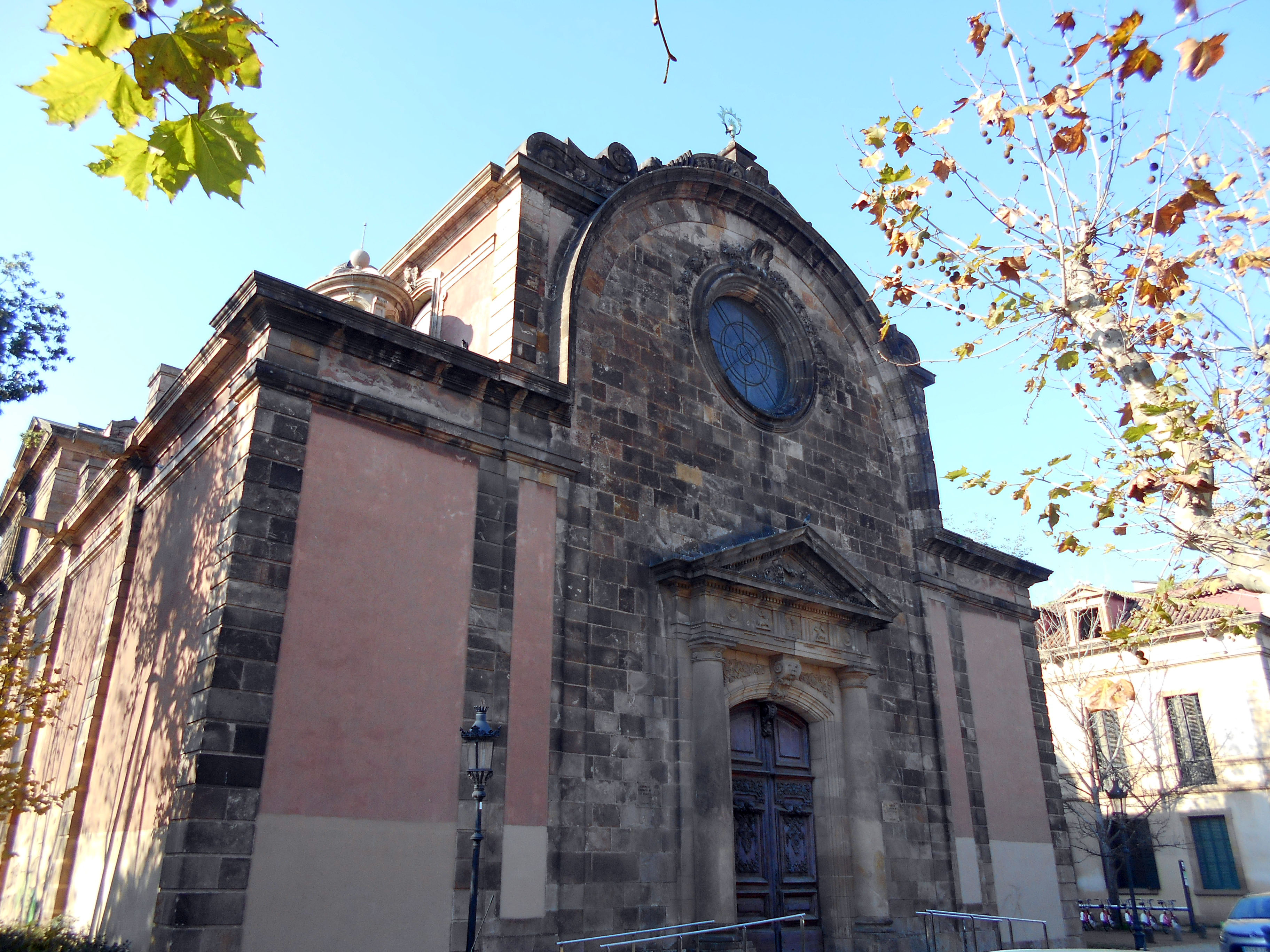
Fachada principal

Para el proyecto de la iglesia, Verboom se inspiró en la iglesia de la Visitación de París, obra de François Mansart. Las obras estuvieron dirigidas por el ingeniero jefe Alexandre de Rez y fueron ejecutadas por un contratista local, Pere Bertran i Tap. Situada en la plaza de armas de la antigua fortaleza, formaba una manzana compuesta por la capilla y un pabellón anexo de dos pisos a cada lado, además de un cementerio en la parte posterior, una distribución que recuerda las usadas típicamente en los Países Bajos en el siglo XVII. Por otro lado, la torre-campanario situada como apéndice del ábside, en el eje longitudinal, se inspiraba en modelos franceses de la misma época.
La iglesia presenta una nave única con ábside semicircular, transepto con cúpula ovalada sobre el crucero y testero semicircular, con una puerta flanqueada por pilastras que sostienen un frontón y un rosetón en la parte superior.
En el transcurso de la Exposición Universal de Barcelona de 1888, celebrada en el recinto del parque, sufrió algunas modificaciones: se derribó el muro de cerca y los pabellones laterales, y se tapiaron los espacios entre los contrafuertes; también se efectuaron trabajos de albañilería, carpintería, vidriería, pintura, lampistería, esgrafiados, estucados, empapelados y enrejados. Las obras fueron coordinadas por Francesc Rogent.

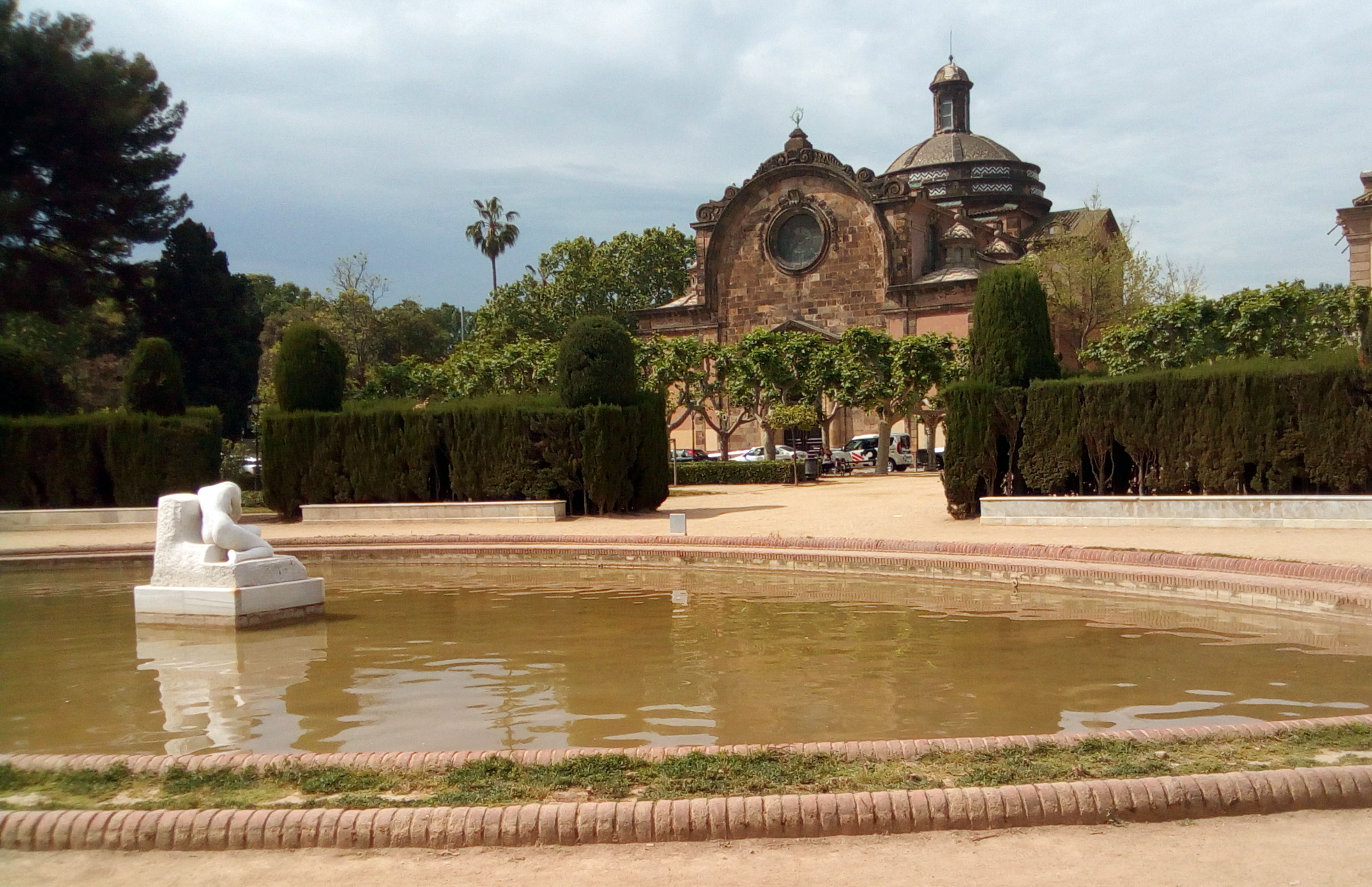
Perspectiva desde la plaza de Armas de la Ciudadela, con la escultura Desconsuelo de Josep Llimona

Con posterioridad, aunque el proyecto de Pere Falqués de un Panteón de Catalanes Ilustres quedó sin realizar, algunas de sus directrices fueron retomadas para una restauración efectuada en 1928 por Antoni de Falguera y Joaquim Vilaseca, como el cubrimiento de las capillas laterales con bóvedas ovales y linternas cupuladas.
En el interior del templo se encuentra una sepultura, la del brigadier Claudio Traggia, fallecido en 1792. Hay una capilla dedicada a la Virgen de Montserrat y otra a la Virgen de Loreto, patrona de la Aviación.